# Палеоарт

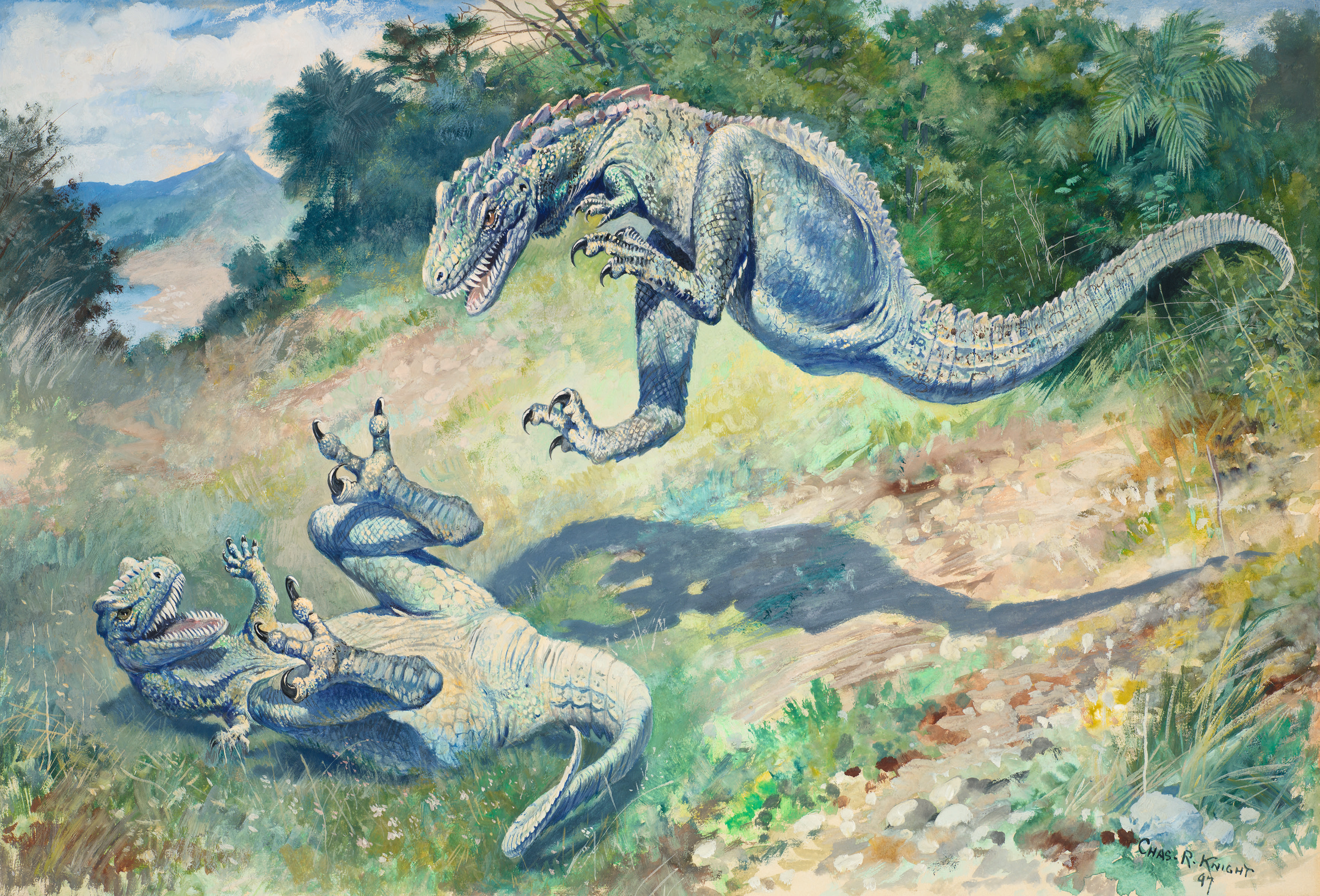
«Прыгающий Laelaps», Чарльз Найт, 1896

Палеоарт (от англ. paleoart) — художественные произведения, изображающие доисторических животных, растения и их среду обитания или ископаемые останки. Хотя палеоарт обычно считается научно обоснованным искусством, он часто влияет на изображения доисторических форм жизни в популярной культуре, что, в свою очередь, воздействует на общественное восприятие и поддерживает общественный интерес к палеонтологии.
Близким, но не тождественным понятием является палеонтологическая реконструкция. Научная реконструкция шире палеоарта, поскольку выражена не только в изобразительном искусстве. В то же время палеоарт не всегда является научным.
Термин палеоискусство (англ. paleoart) используется в другом значении — доисторическое искусство, чаще всего наскальные рисунки.
Термин палеоарт был введён в конце 1980-х годов Марком Халлеттом для обозначения искусства, изображающего предмет изучения палеонтологии, но сама визуальная традиция изображения вымерших форм жизни возникла в начале 1800-х годов в Англии. Более ранние изображения, предположительно, основанные на окаменелостях относятся к V веку до н. э., хотя связь этих работ с известным ископаемым материалом является лишь предположением. Ряд произведений европейского искусства позднего Средневековья, изображающих мифических существ, могли быть созданы под влиянием знакомства с окаменелостями доисторических крупных млекопитающих и рептилий.
Как отдельный жанр изобразительного искусства с научной основой палеоарт сформировался примерно в начале XIX века, одновременно с формированием палеонтологии как отдельной научной дисциплины. Ранние палеохудожники реконструировали ископаемый материал, мускулатуру, внешний вид и среду обитания доисторических животных, основываясь на ограниченных научных данных своего времени. Картины и скульптуры середины 1800-х годов привлекали внимание широкой публики к палеонтологии, например, известные динозавры Хрустального дворца, скульптуры, выставленные в Лондоне. Палеоарт в своих масштабах и точности развивался вместе с палеонтологией. «Классический» палеоарт сформировался вслед за быстрым увеличением количества открытых динозавров в результате изучения американского фронтира в XIX веке. Ведущим палеохудожником в начале 1900-х годов стал Чарльз Найт, первым изобразивший динозавров как активных животных.
Начало «модернистского» палеоарта связано с Ренессансом динозавров, небольшой научной революции в начале 1970-х годов, когда динозавры стали восприниматься как активные, проворные существа, которые могли быть теплокровными и, вероятно, являются предками птиц. Палеоарт начал точнее отражать современные научные представления. Доисторические животные изображаются как более похожие на современных своим внешним видом и поведением, их изображения стали более разнообразными. «Модернистский» период палеоарта характеризуется научной точностью и разнообразием стилей, а также использованием цифровых технологий и более широким доступом к научным ресурсам. Сформировалось обширное научное и художественное сообщество, что стало возможным благодаря Интернету. Палеоарт стал всемирно признанным жанром научного искусства. Произведения палеоарта являются предметом международных конкурсов и наград, экспонируются в художественных галереях, используются в большом числе печатных изданий и на других товарах.

## Понятие
Главной движущей силой зарождения палеоарта как отдельной формы научной иллюстрации было стремление как публики, так и палеонтологов визуализировать доисторические эпохи. Марк Халлетт, предложивший термин «палеоарт» в 1987 году, подчеркнул важность совместных усилий художников, палеонтологов и других специалистов в получении доступа к информации для создания точных, реалистичных реконструкций вымерших животных и их среды обитания.
Палеоарт как направление менялся вслед за развитием палеонтологических знаний и восприятием этой области знаний массовой культурой. Это привело к трудностям в формулировке общего определения термина. Учитывая, что стремление к научной точности всегда было характерной чертой этого направления, некоторые авторы указывают на важность отделения подлинного палеоарта от «палеоизображений», которые определяются как более широкая категория изображений, созданных под влиянием палеонтологии и включающих различные культурные и медийные изображения доисторической жизни, не всегда научно обоснованные. Палеохудожниками могут считаться художники, которые «создают оригинальные скелетные реконструкции доисторических животных или реконструируют ископаемую флору или беспозвоночных, используя приемлемые и признанные методы». Согласно другой точке зрения, палеоарт может включать некоторую степень субъективности, когда стиль, предпочтения и личное видение художника играют роль наряду со стремлением к научной достоверности. Общество палеонтологии позвоночных предложило определение палеоарта как «научного или натуралистического изображения палеонтологического объекта, имеющего отношение к окаменелостям позвоночных». Это определение может считаться неприемлемым по причине исключения из него беспозвоночных. Палеохудожник Марк Уиттон определяет палеоискусство как связанное с тремя аспектами: научные данные; биологически обоснованное заполнение пробелов в научных данных; вымершие организмы. Это определение исключает технические иллюстрации ископаемых образцов и требует использования «аргументированной экстраполяции и обоснованных предположений» для заполнения пробелов, тем самым также исключая произведения искусства, которые в явной форме противоречат опубликованным научным данным. Последние рассмариваются как произведения искусства, вдохновленного палеонтологией.
Пытаясь выработать общее определение термина, Ансон и его коллеги (2015) провели эмпирический опрос международного палеонтологического сообщества с помощью анкеты по различным аспектам палеоарта. 78 % опрошенных участников отметили важность научной точности в палеоарте, 87 % респондентов согласились с тем, что с течением времени палеоарт повышает свою точность.

## Цели и принципы
Создание произведений палеоарта требует глубокого знакомства с научными исследованиями с целью обеспечить научную достоверность изображений. Цели палеоарта варьируются от передачи научных знаний до пробуждения эмоций в связи с любованием природой. Художник Джеймс Герни, известный серией художественных книг «Динотопия», при описании взаимодействия между учёными и художниками отмечал, что художник становится глазами учёного, поскольку его иллюстрации визуализируют научные теории. Палеоарт определяет восприятие публикой доисторических животных. Намерения палеохудожника могут быть разнообразными и включать иллюстрацию конкретных научных гипотез, выдвижение новых гипотез или предвосхищение палеонтологических открытий. Палеоарт может быть использован как метод исследования, например, при создании масштабных моделей для оценки приблизительных параметров веса и пропорций тела ископаемых животных. Палеоарт также часто используется в образовательных и просветительских целях, в том числе при создании игрушек, книг, фильмов и другой продукции на палеонтологическую тематику.

### Научные принципы

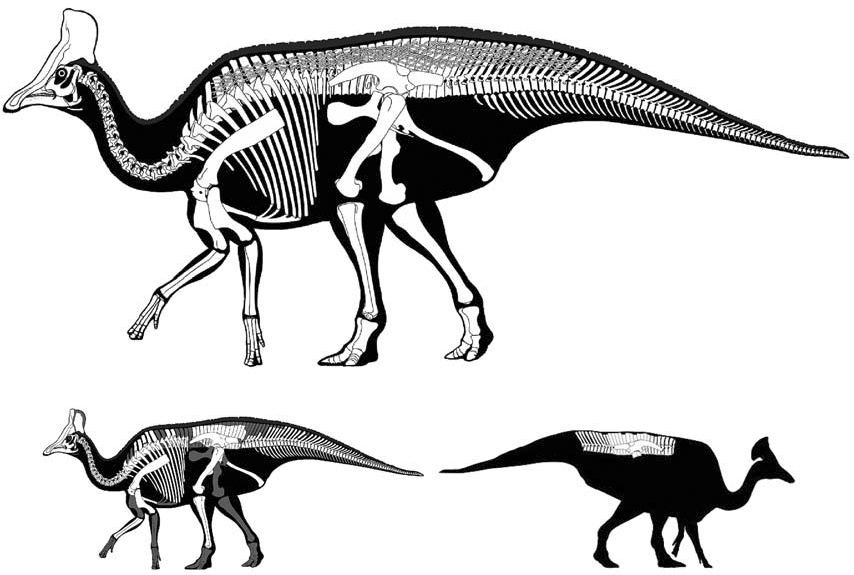
Олоротитан, палеохудожник Андрей Атучина. Пример скелетных реконструкций, используемых многими палеохудожниками

Хотя процесс работы каждого художника индивидуален, Марк Уиттон (2018) приводит стандартный набор требований для создания произведений искусства, соответствующих определению. Базовое понимание места изображаемого организма во времени (геохронология) и пространстве (палеобиогеография) необходимо для создания сцен или окружающей среды. Скелетная основа — не только кости позвоночных животных, но и любые окаменелые структуры мягких тканей, такие как одревесневшие ткани растений и каркас кораллов, — имеют решающее значение для понимания пропорций, размеров и внешнего вида вымерших организмов. Учитывая, что многие ископаемые образцы известны из фрагментарного материала, может потребоваться понимание онтогенеза, функциональной морфологии и филогении организмов для создания научно обоснованного изображения.
Некоторые профессиональные палеохудожники рекомендуют учитывать особенности современных животных для точной реконструкции, особенно в тех случаях, когда существенные детали, такие как позы, внешний вид и поведение невозможно узнать из ископаемого материала. Например, окраска и рисунок большинства вымерших животных неизвестны из ископаемых свидетельств, но они могут быть правдоподобно восстановлены на иллюстрации, основанной на известных аспектах окружающей среды и поведения животных, а также представлениях о таких функциях, как терморегуляция, внутривидовое распознавание и камуфляж.

### Художественные принципы
В дополнение к научному пониманию палеоарт включает в себя традиционный подход к искусству, использование и развитие стиля и индивидуального подхода. Успех произведения палеоарта зависит от силы его композиции так же, как в любом другом жанре искусства. Размещение объектов, цвет, освещение и форма могут быть незаменимы для передачи реалистичного изображения доисторической жизни. Навыки рисования также необходимы для создания качественной палеоиллюстрации, включая понимание перспективы, композиции, владение материалами рисования и практику рисования с натуры. Палеоарт уникален своей композиционной задачей, поскольку его содержание является реконструкцией, а не отсылкой к известной действительности. По этой причине художники должны помнить о настроении и цели композиции.
Многие художники и энтузиасты считают, что палеоарт имеет ценность как искусство сам по себе. Неполный характер летописи окаменелостей, различные интерпретации существующего материала и невозможность наблюдать за поведением изображаемых животных приводят к тому, что изображение этих животных имеет спекулятивный компонент. На палеонтологических иллюстраторов может влиять множество факторов, помимо научных, включая ожидания редакторов и кураторов, а также устаревшие предположения о природе доисторических животных, которые могут повторяться новыми поколениями палеохудожников.

## История

### «Протопалеоарт» (до 1800)
Хотя термин «палеоарт» появился относительно недавно, попытки реконструкции ископаемых форм жизни предпринимались начиная примерно с того же времени, что и сама палеонтология. Однако искусство изображало вымерших животных задолго до картины Генри Де ла Беша 1830 года «Duria Antiquior», которую иногда называют первым настоящим палеонтологическим произведением искусства. Более ранние работы включают эскизы, картины и подробные анатомические реконструкции, хотя связь этих работ с реальным ископаемым материалом в основном носит спекулятивный характер. Например, некоторые исследователи считают, что на коринфской вазе, написанной между 560 и 540 годами до н. э., изображен ископаемый череп. Это так называемое «Троянское чудовище», зверь, с которым сражался мифологический греческий герой Геракл, чем-то напоминает череп жирафа Самотерия. Уиттон считал, что, поскольку изображение имеет существенные отличия от черепа, который она предположительно изображает (отсутствие рогов, острые зубы), её не обязательно следует считать «протопалеоартом». Другие учёные предположили, что древние окаменелости вдохновили греческие изображения грифонов, совмещающих анатомию льва и птицы, и внешне напоминающие протоцератопса, имевшего клюв, рога и четвероногое тело. Предполагается, что большое объединённое носовое отверстие в черепе мамонтов могло вдохновить мифы об одноглазых циклопах. Однако эти идеи никогда не были должным образом подтверждены, поскольку более простыми являются культурные интерпретации этих мифических фигур.

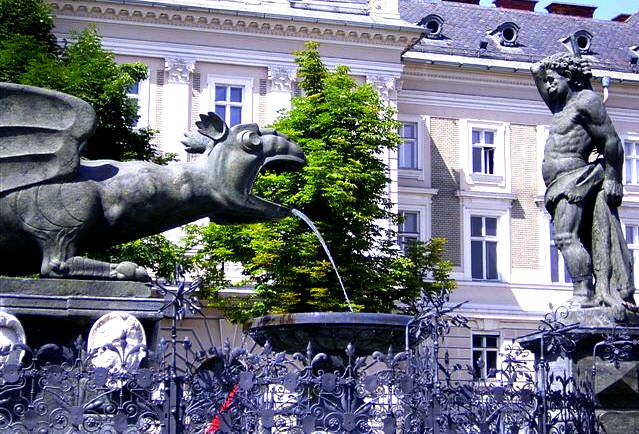
Клагенфуртский линдворм

Самые ранние произведения «протопалеоарта», которые несомненно пытаются изобразить внешний вид ископаемых животных, были созданы в Европе XV—XVI веков. Одним из таких изображений является статуя линдворма работы Ульриха Фогельсанга в Клагенфурте, Австрия, датируемая 1590 годом. В письменных источниках этого периода отмечается, что основой для изображения головы статуи послужил череп, позднее определённый как принадлежащий Coelodonta antiquitatis (шерстистому носорогу). Этот череп был найден в шахте или гравийном карьере недалеко от Клагенфурта в 1335 году и до настоящего времени выставлен на обозрение. Несмотря на несходство головы статуи с рассматриваемым черепом, считается, что статуя линдворма почти наверняка была вдохновлена находкой.
Немецкий учебник «Mundus subterraneus», написанный учёным-энциклопедистом Атанасиусом Кирхером в 1678 году, содержит ряд иллюстраций гигантских людей и драконов, которые, возможно, были основаны на ископаемых находках того времени, многие из которых были найдены в каменоломнях и пещерах. Некоторые из них могли быть костями крупных плейстоценовых млекопитающих, типичных для этих европейских пещер. Другие, возможно, были основаны на окаменелостях плезиозавров, которые, как считается, послужили основой для уникального изображения дракона в этой книге, которое заметно отличается от классически стройного змеевидного дракона той эпохи благодаря бочкообразному телу и «веслообразным» крыльям. По мнению некоторых исследователей, этот резкий отход от типичных изображений драконов того времени, который, как полагают, был начат линдвурмом, вероятно, отражает появление нового источника информации, предположительно, открытие окаменелостей плезиозавра в каменоломнях Швабии.
Считается, что скелетные реконструкции единорога XVIII века были вдохновлены костями мамонта и носорога ледникового периода, найденными в пещере недалеко от Кведлинбурга, Германия, в 1663 году. Эти произведения искусства, возможно, были созданы Отто фон Герике, немецким натуралистом, который первым описал останки «единорога» в своих трудах, или Готфридом Вильгельмом Лейбницем, автором, опубликовавшим одно из изображений посмертно в 1749 году. Это изображение представляет собой самую ранюю из известных иллюстраций ископаемого скелета.

### Ранний научный палеоарт (1800—1890)

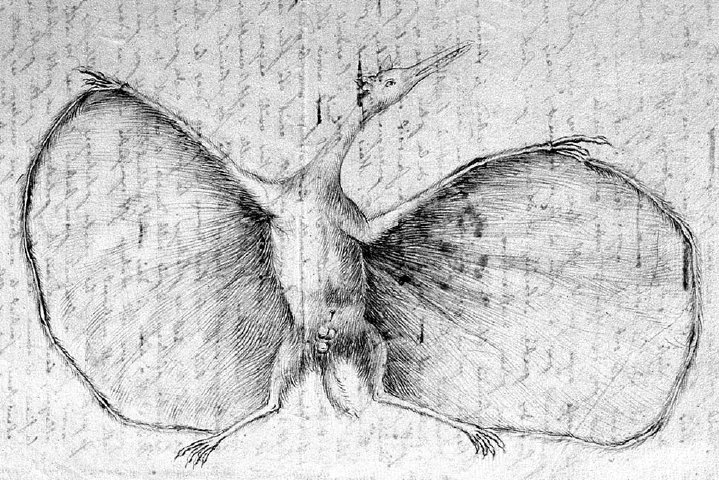
Реконструкция птерозавра Pterodactylus antiquus, Иоганн Герман, 1800

В начале XIX века появились первые палеонтологические иллюстрации с сугубо научной основой, что произошло одновременно с выделением палеонтологии в качестве отдельной области науки. Французский естествоиспытатель профессор Иоганн Герман из Страсбурга в 1800 году сделали рисунки, которые Уиттон описывает как «старейшие из известных и неопровержимых» произведений палеоарта. Эти наброски, основанные на первом известном ископаемом скелете птерозавра, изображают интерпретацию Германом животного как летающего млекопитающего с мехом и большими внешними ушами. Эти рисунки тушью представляют собой быстрые наброски, сопровождавшие его заметки об окаменелостях, и, вероятно, никогда не предназначались для публикации. Они были обнаружены сравнительно недавно в переписке между художником и французским анатомом Жоржем Кювье.

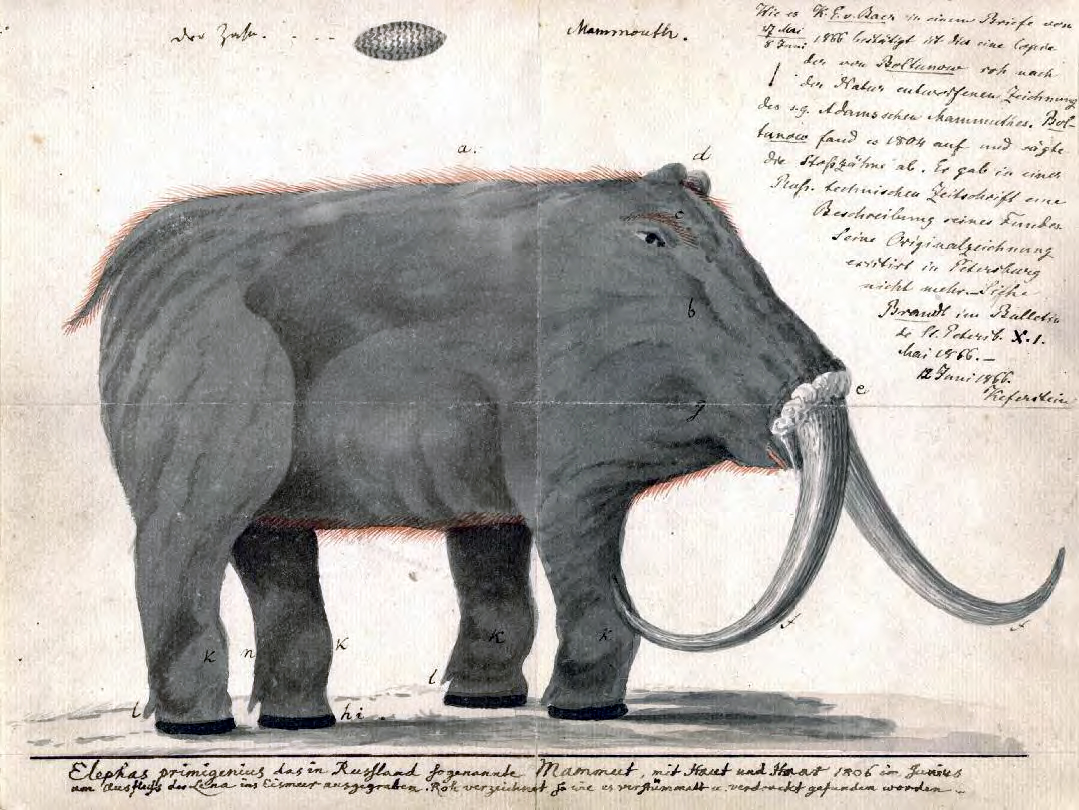
Реконструкция мамонта, выполненная купцом Романом Болтуновым 1805 года на основе замороженной туши, которую он видел в Сибири

Купец из Якутска Роман Болтунов в 1805 году выполнил частные зарисовки мамонта, бивни которого он нашёл в Сибири и надеялся продать. Эти зарисовки вероятно, никогда не предназначались для научной публикации, но по своей цели — передать прижизненный облик вымершего животного, — тем не менее являются одним из первых примеров палеоарта. Это животное, изображённое без хобота, вызвало большой научный интерес, позже рисунки были отправлены в Санкт-Петербург и в конечном итоге мотивировали проведение раскопок и изучение остальных частей этого экземпляра.

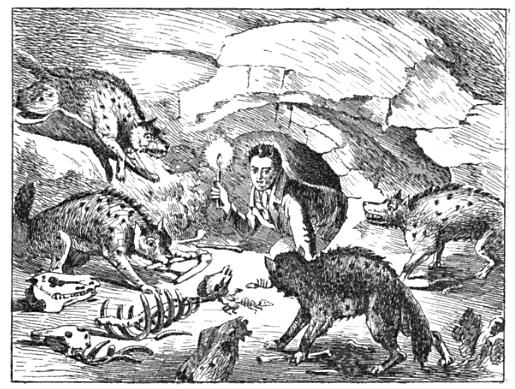
Карикатура, выполненная геологом Уильямом Конибером в 1822 года, изображающая геолога и палеонтолога Уильяма Бакленда в логове гиен. Посвящена новаторскому анализу Баклендом окаменелостей, найденных в пещере Киркдейл

Кювье выполнял реконструкции скелетов вымерших млекопитающих. Некоторые из них дополнялись слоем мускулатуры. Эти реконструкции, выполненные в начале 1820-х годов, считаются самыми ранними примерами иллюстраций тканей животных, сделанных поверх ископаемых скелетов. Заметное отклонение от подхода Кювье можно увидеть на карикатуре, нарисованной геологом Уильямом Конибером в 1822 году. На этом рисунке палеонтолог Уильям Бакленд входит в британскую пещеру Киркдейл, известную своими останками млекопитающих ледникового периода. Изображены ископаемые гиены, восстановленными во плоти в интерьере древней пещеры. Рисунок является первым известным произведением искусства, изображающим вымерших животных в их среде обитания. Аналогичен акварельный рисунок 1829 года Джорджа Хоумена, изображающий птерозавра диморфодона как драконоподобное животное, летящее над береговой линией. Этот рисунок не был особенно научным, но представляет собой ещё одну раннюю попытку изобразить ископаемое животное в подходящей среде обитания.

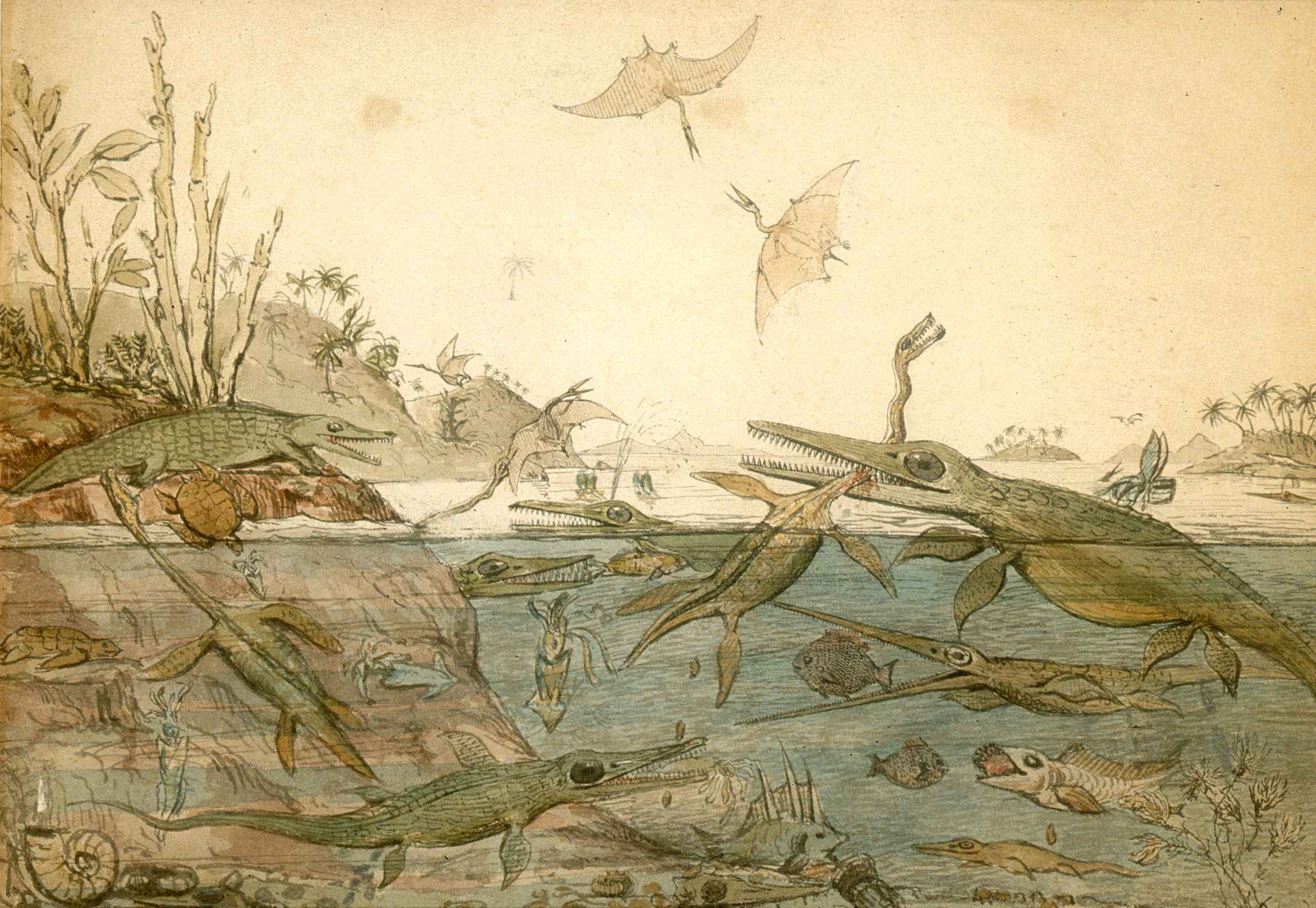
Акварельная картина геолога Генри де ла Беша 1830 года Duria Antiquior, основанная на окаменелостях, найденных Мэри Эннинг. Часто считается первым научным палеоартом

В 1830 году британский палеонтолог Генри де ла Беш нарисовал первую «полностью реалистичную» сцену палеоарта, изображающую доисторических животных в реалистичной геологической обстановке. Эта акварельная картина, получившая название «Duria Antiquior» — «Более древний Дорсет», представляет собой сцену раннего юрского периода на территории нынешнего Дорсета (Англия), богатого окаменелостями. Эта картина, основанная на открытиях окаменелостей на побережье Дорсета палеонтологом Мэри Эннинг, передаёт внешний облик, поведение ископаемых животных и окружающую их среду обитания с уровнем детализации, реализма и точности, которые были одними из первых в своем роде. На этой ранней палеоэкологической иллюстрации, изображены плезиозавры и ихтиозавры, плавающие и добывающие пищу в своей естественной среде. Поведение этих морских рептилий и не было известно и передаёт предположения, сделанные Де ла Бешем на основе поведения современных животных. Например, один ихтиозавр нарисован с открытым ртом, готовым проглотить рыбу головой вперед, точно так же, как хищная рыба проглотила бы другую рыбу. Изображено испражнение — тема, которая присутствует и в других работах Де ла Беша. Например, его литография 1829 года под названием «Копролитическое видение», возможно, вдохновленная карикатурой Конибера «Пещера Киркдейл», снова подшучивающая над Уильямом Баклендом, помещая его у входа в пещеру, окруженную испражняющимися доисторическими животными. Несколько авторов отметили явный интерес Де ла Беша к окаменелым фекалиям, предполагая, что даже форма пещеры на этом рисунке напоминает внутреннюю часть огромного пищеварительного тракта. «Duria Antiquior» вдохновила многих других авторов, включая Николаса Кристиана Хоэ, в 1831 году написавшего картину «Jura Formation». Эта работа, опубликованная немецким палеонтологом Георгом Августом Гольдфусом, была первой полноценной сценой палеоарта, которая была размещена в научной публикации, и, вероятно, познакомила других учёных того времени с потенциалом палеоарта. Гольдфус был первым, кто описал похожий на мех покров птерозавра, который был изображён на его заказанной в 1831 году иллюстрации голотипа Scaphognathus. Это наблюдение, которое было отвергнуто такими учёными, как Герман фон Мейер, позже было с уверенностью подтверждено технологиями визуализации XXI века, включая полиномиальное наложение текстуры, применённой в отношении этого образца.

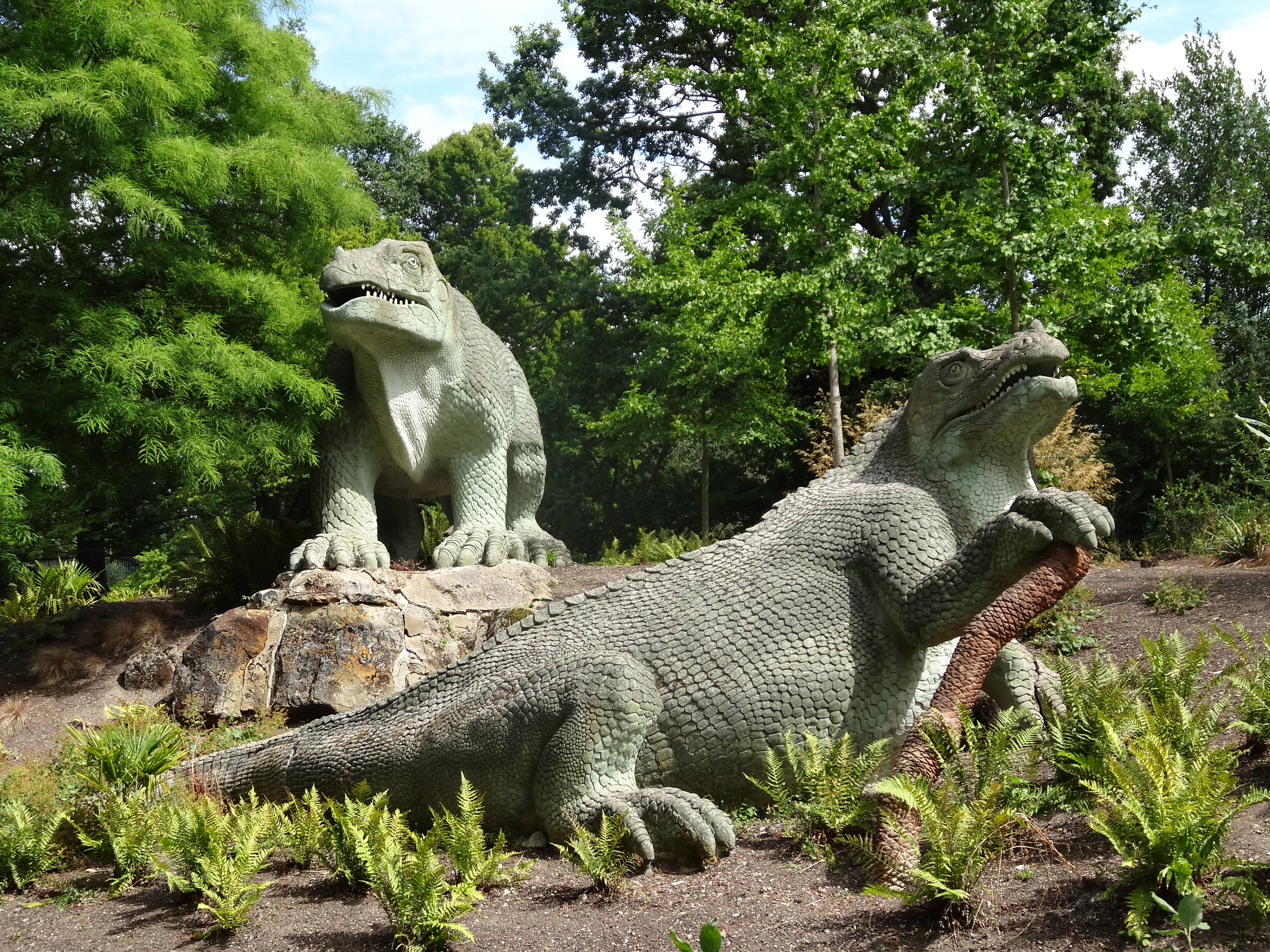
Скульптуры игуанодонов Бенджамина Хокинса, 1850-е годы, из числа скульптур, известных как динозавры Хрустального дворца

Роль искусства в распространении палеонтологических знаний усилилась с пргрессом в изучения динозавров в середине XIX века. Когда термин «динозавр» был введен сэром Ричардом Оуэном в 1841 году, были известны только фрагментарные ископаемые останки, поэтому вопрос о прижизненном облике динозавров привлёк внимание как учёных, так и общественности. Из-за новизны и ограниченности ископаемых свидетельств, доступных в то время, у художников и учёных не было опоры для понимания того, как динозавры выглядели при жизни. По этой причине изображения динозавров в то время в значительной степени основывались на аналогиях с современными животными, такими как лягушки, ящерицы и кенгуру. Один из самых известных примеров, игуанодон, был изображен похожим на огромную игуану, потому что единственные известные кости этого динозавра — челюсти и зубы — напоминают таковые у современой ящерицы. С помощью Оуэна Бенджамин Хокинс создал первые скульптуры в натуральную величину, изображающие динозавров и других доисторических животных, какими, по его мнению, они могли быть. Некоторые считают его первым выдающимся художником, применившим свои навыки в области палеонтологии динозавров. Некоторые из этих моделей были первоначально созданы для Великой Всемирной выставки 1851 года, но 33 модели в конечном итоге были произведены, когда Хрустальный дворец был перенесён в Сиденхэм, в Южном Лондоне. В канун Нового 1853 года Оуэн устроил ужин для 21 выдающегося деятеля науки внутри полой бетонной статуи игуанодона. Однако в 1849 году, за несколько лет до своей смерти в 1852 году, Гидеон Мантелл понял, что игуанодон, первооткрывателем которого он был, не был тяжелым толстокожим животным, как утверждал Оуэн, а имел тонкие передние конечности; его смерть лишила его возможности участвовать в создании скульптур динозавры Хрустального дворца, поэтому взгляд Оуэна на динозавров определил то, каким их увидела публика. У него имелось почти две дюжины скульптур различных доисторических животных в натуральную величину, выполненных из бетона на стальном и кирпичном каркасе, включая двух игуанодонов. Скульптуры остаются в парке, но с научной точки зрения они устарели.

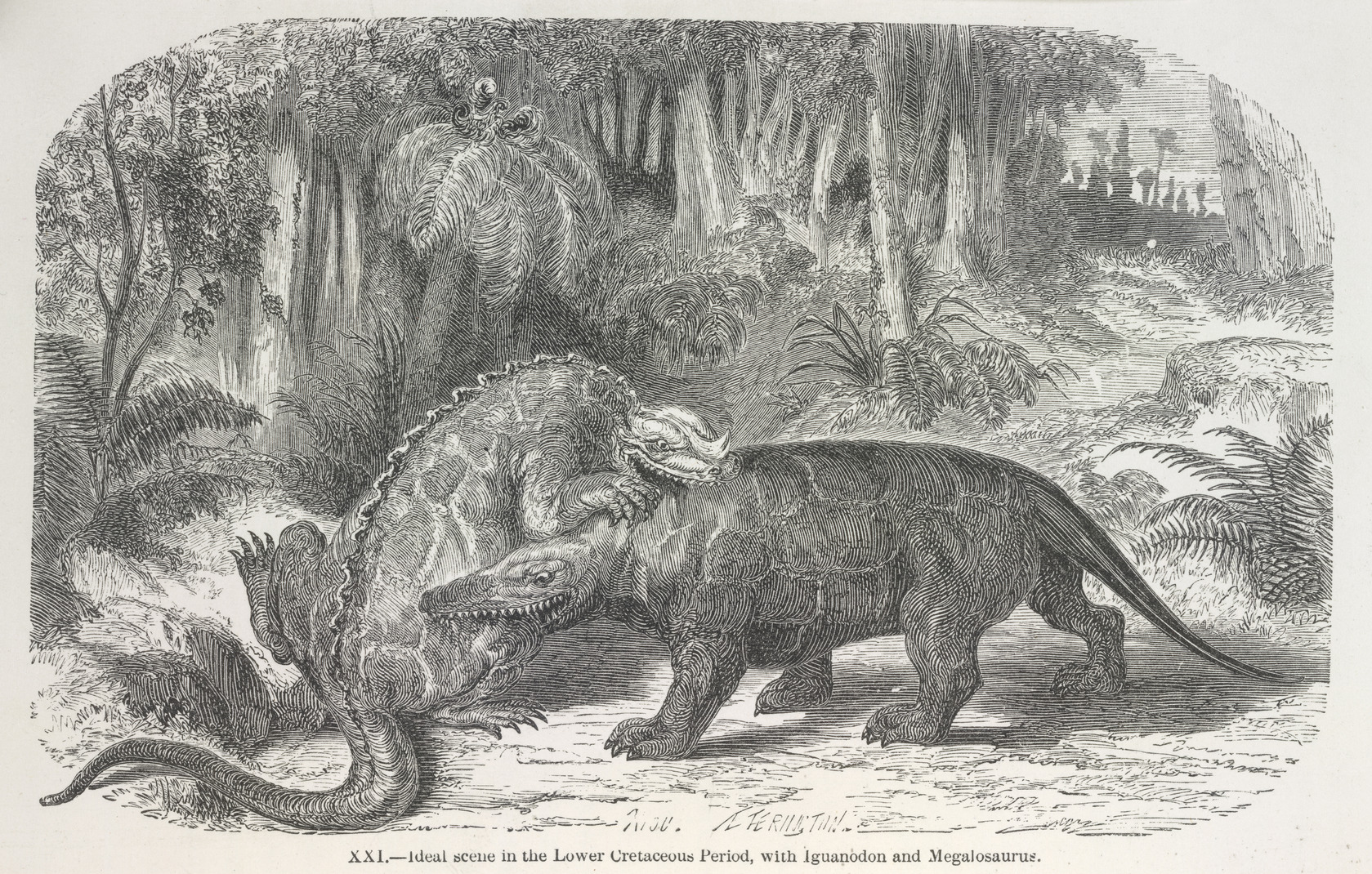
Иллюстрация Эдуарда Риу 1865 года, изображающая схватку игуанодона и мегалозавра, из «La Terre Avant le Deluge»

Модели Хрустального дворца, несмотря на их неточность по сегодняшним меркам, стали важной вехой в продвижении палеоарта как не только серьёзного академического проекта, но и предмета интереса широкой публики. Эти реконструкции стали первыми произведениями палеоарта, которые распространялись среди широкой публики в виде копий, открыток, иллюстраций в путеводителях. Во второй половине XIX века этот крупный сдвиг проявлялся также в академических книгах и на картинах, изображающих научные реконструкци доисторической жизни. Например, книга французского исследователя Луи Фигье под названием «La Terre Avant le Deluge», опубликованная в 1863 году, была первой, в которой представлена серия произведений палеоарта, изображающих изменение жизни во времени. В этой книге, иллюстрированной французским художником Эдуардом Риу, представлены ставшие широко известными сцены с изображениями динозавров и других доисторических животных, основанными на реконструкциях Оуэна. Книга на долгие годы вперед стала образцом для академических изданий, в которых представлены произведения искусства, изображающие доисторическую жизнь.

### «Классический» палеоарт (1890—1970)
По мере изучения американского западного фронтира во второй половине XX века всё лучше исследовался, росли темпы открытия динозавров в богатых окаменелостями бесплодных землях Среднего Запада Америки и в дикой природе Канады. Эти открытия вызвали новый интерес к художественным реконструкциям палеонтологических находок. Данный «классический» период ознаменовался появлением работ Чарльза Р. Найта, Рудольфа Заллингера и Зденека Буриана, трёх наиболее выдающихся представителей палеоарта. В это время динозавры представлялись как волочащие хвост, хладнокровные, медлительные «большие рептилии», которые в умах общественности стали синонимом эволюционного тупика.

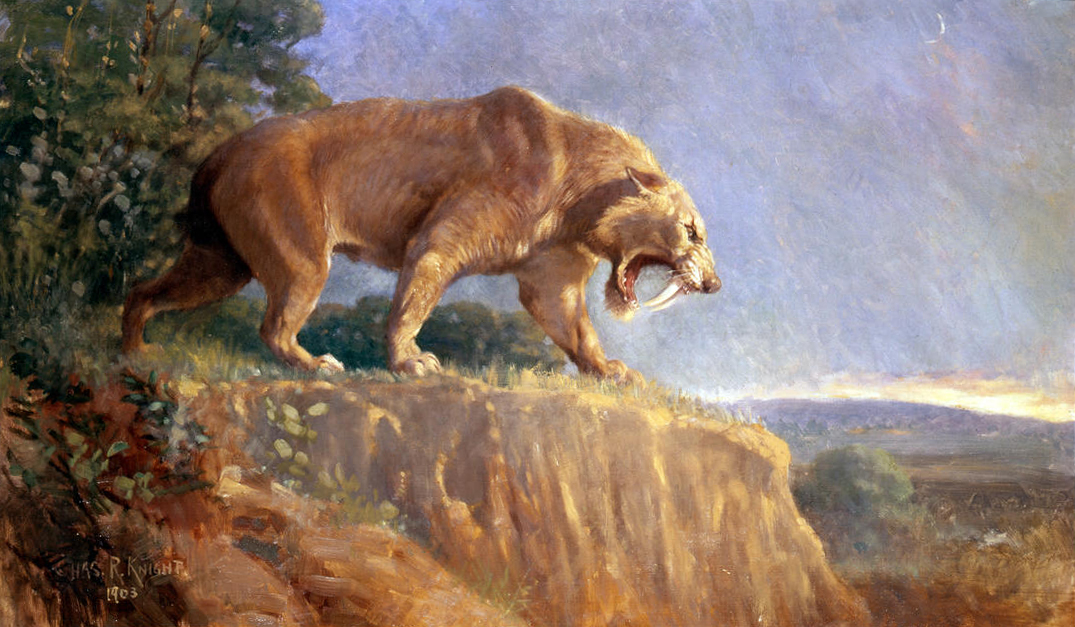
Смилодон Чарльз Найт, 1903

Чарльза Найта обычно считают одной из ключевых фигур палеоарта своего времени. Публикация Чарльзом Дарвином известной книги «Происхождение человека», а также «Костяные войны» между соперничающими американскими палеонтологами Эдвардом Дринкером Коупом и Отниэлем Маршем, пришедшиеся на детство Найта, способствовали развитию у него интереса к реконструкции доисторических животных. Как заядлый художник дикой природы, он пренебрегал чучелами и фотографиями, вместо этого предпочитая рисовать с натуры. Найт вырос, рисуя современных животных, но обратился к доисторическим животным на фоне бума палеонтологических открытий и общественного интереса к этой теме. В частности в 1894 году, Найт выполнил заказ доктора Джейкоба Вортман картины доисторической свиньи элотериум, которая сопровождала экспозицию окаменелостей в Американском музее естественной истории. Найт, который всегда предпочитал рисовать животных с натуры, применил свои знания современной анатомии свиней к картине, которая так заинтересовала Вортмана, что музей затем поручил Найту нарисовать серию акварелей различных присутствовавших в экспозиции окаменелостей.

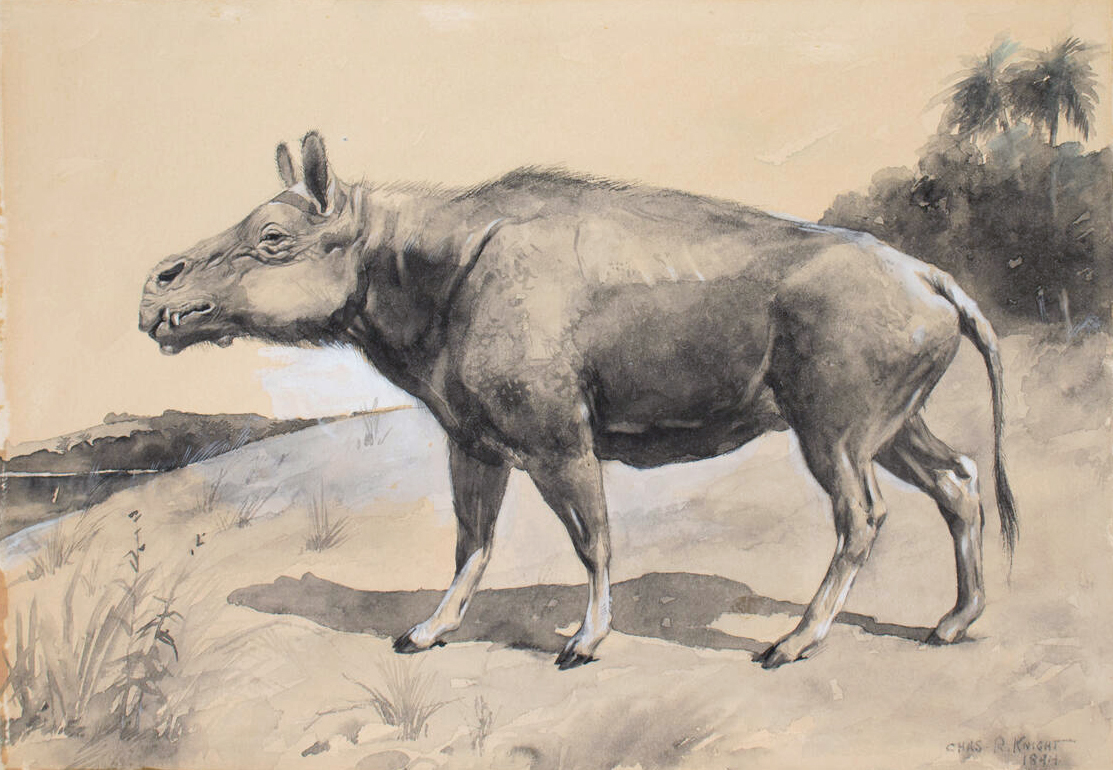
Энтелодон (во времена Найта известный как Элотериум), первая реконструкция вымершего животного, выполненная Чарльза Найтом по заказу

На протяжении 1920-х, 1930-х и 1940-х годов Найт продолжал создавать рисунки, картины и росписи с изображниями динозавров, первых людей и вымерших млекопитающих для Американского музея естественной истории, где его наставником был Генри Осборн, и Чикагского музея Филда, а также для National Geographic и многих других крупных журналов того времени, кульминацией чего стала его последняя крупная фреска для музея Эверхарта в Скрэнтоне, штат Пенсильвания, в 1951 году. Биолог Стивен Гулд позже отметил глубину влияния, которое произведения Найта оказало на формирование общественного восприятия вымерших животных, даже без публикации оригинальных исследований в этой области. Гулд описал вклад Найта в своей книге «Чудесная жизнь» 1989 года: «С тех пор, как сам Господь показал свои творения Иезекиилю в долине сухих костей, никто не проявлял такого изящества и мастерства в реконструкции животных из разрозненных скелетов. Чарльз Найт, самый известный из художников, реконструирующих окаменелости, создал все канонические фигуры динозавров, которые и по сей день порождают наши страх и воображение». Одним из самых известных произведений Найта была картина «Прыгающий Laelaps», которую он создал для Американского музея естественной истории в 1897 году. Эта картина была одним из немногих произведений палеоарта, созданных до 1960 года, на которых динозавры изображались как активные, быстро движущиеся животные, что предвосхитило следующую эру палеонтологических произведений искусства, основанных на Ренессансе динозавров.

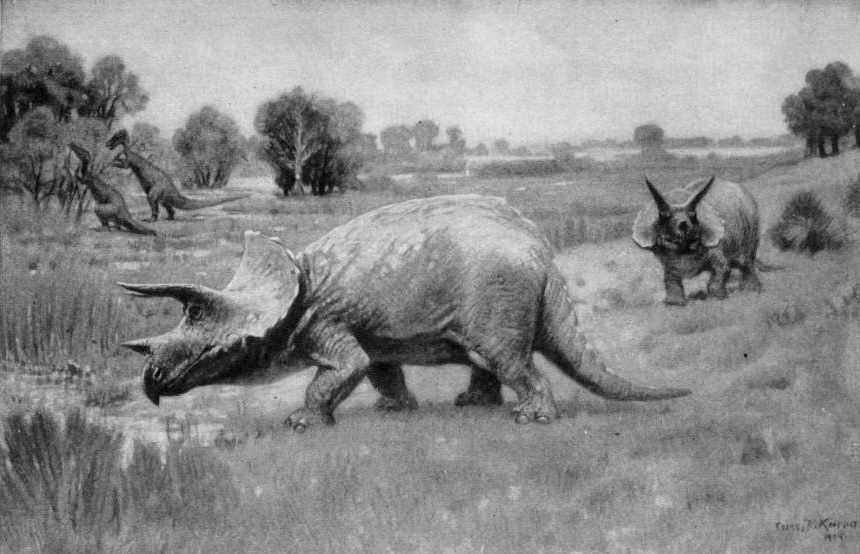
Трицератопс, Чарльз Найт, 1904

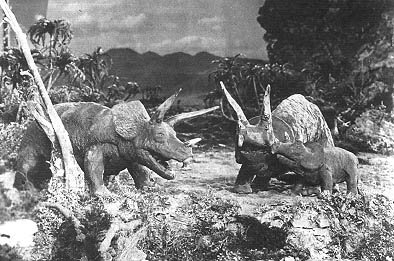
Кадр с трицератопсами из фильма «Затерянный мир» 1925 года

Иллюстрации Найта также оказали большое влияние на изображение доисторических животных в массовой культуре. Самые ранние изображения динозавров в фильмах, таких как фильм «Кинг-Конг» 1933 года и «Затерянный мир» 1925 года, основанные на одноименном романе Артура Конан Дойля, в значительной степени основывались на изображениях динозавров Найтом для создания моделей, считавшихся реалистичными в то время. Художник по спецэффектам Рэй Харрихаузен при изображении динозавров продолжал опираться на иллюстрации Найта вплоть до 1960-х годов, в том числе для таких фильмов, как «Миллион лет до нашей эры» 1966 года и «Долина Гванги» 1969 года.
Рудольф Заллингер и Зденек Буриан продолжали влиять на состояние искусства динозавров, в то время как карьера Найта пошла на спад. Заллинджер, американский художник, родившийся в России, начал работать в Йельском музее Пибоди, иллюстрируя морские водоросли. Он начал свое самое известное произведение палеоарта, пятилетний проект росписи для Йельского музея Пибоди, в 1942 году. Эта фреска под названием «Эпоха рептилий» была завершена в 1947 году и стала отражением консенсуса своего времени относительно биологии динозавров. Позже он завершил вторую большую фреску для Пибоди, «Эпоха млекопитающих», которая была основна на картине, опубликованной в журнале Life в 1953 году.
Зденек Буриан, работая из своей родной Чехословакии, следовал за школой Найта и Заллингера, войдя в современную, биологически информированную среду палеоарта через благодаря своей обширной серии иллюстраций доисторической жизни. Буриан вошёл в мир палеоарта в начале 1930-х годов с иллюстрациями к художественным произведениям археолога-любителя Эдуарда Шторха. Эти иллюстрации привлекли к нему внимание палеонтолога Йозефа Августы, с которым Буриан сотрудничал с 1935 года до смерти Августы в 1968 году. Это сотрудничество способствовало началу карьеры Буриана в палеоарте.

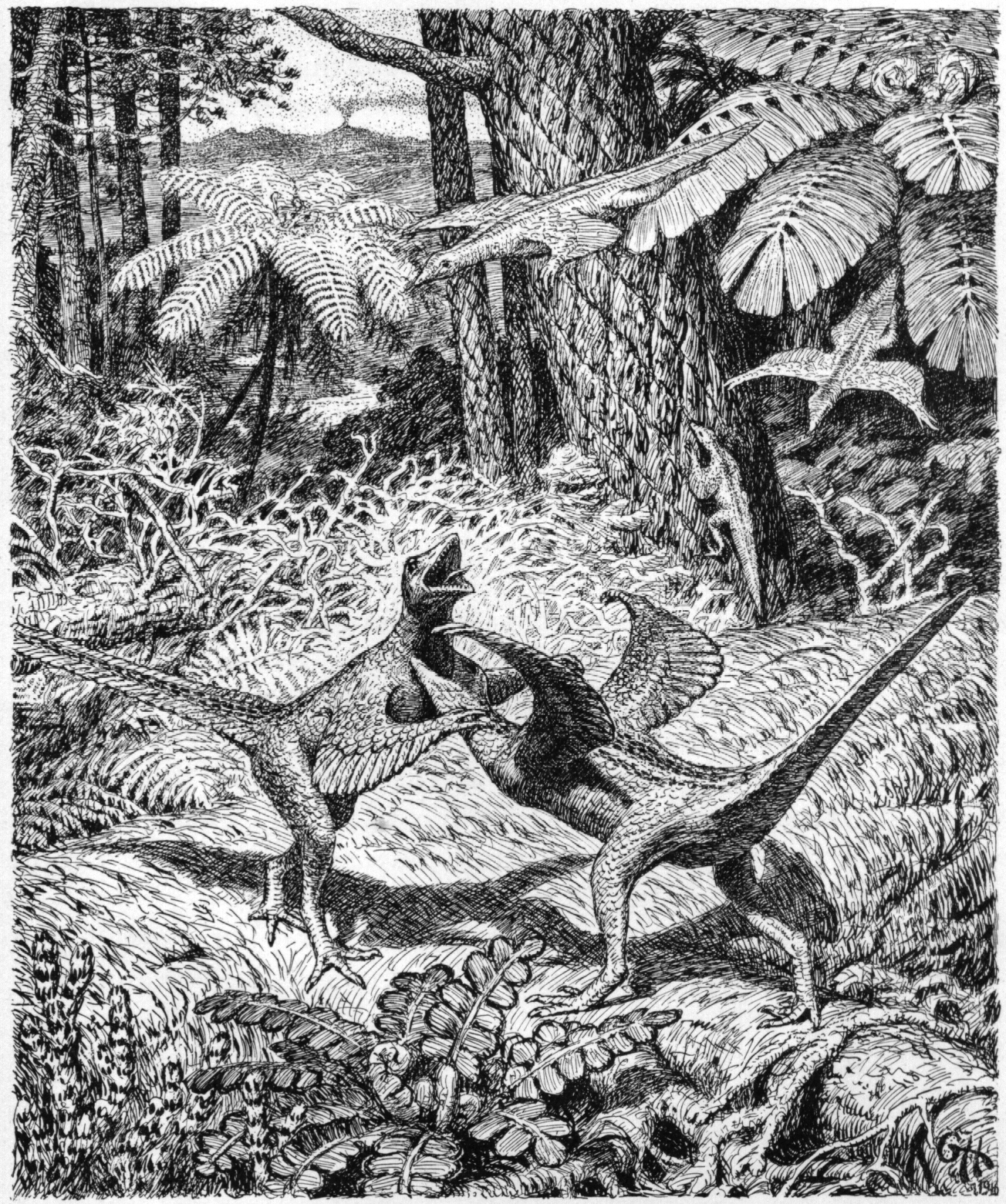
«Proavis», гипотетический предок птиц, Герхард Хейльманн, 1916

Некоторые авторы отмечают более мрачную стилистику картин Буриана, в сравнении с его современниками, предполагая, что эта стилистика связана с опытом Буриана по созданию произведений искусства в его родной Чехословакии во время Второй мировой войны, а затем в период советского контроля. Изображения страданий, смерти и суровых реалий выживания, ставшие темами его произведений, были уникальными для того времени. Оригинальные картины Буриана выставлены в Зоопарке Двур Кралове, Национальном музее в Праге и в Музее Антропос в Брно. В 2017 году первый валидный чешский динозавр был назван Burianosaurus augustai в честь Буриана и Йозефа Августы.
Чарльз Найт, Рудольф Заллингер и Зденек Буриан лидировали в «классическом» научном палеоарте первой половины XX века, но они были не единственными палеохудожниками, работавшими в то время. Немецкий художник-пейзажист Генрих Хардер иллюстрировал статьи по естествознанию, в том числе серию статей научного писателя Вильгельма Бёльше по истории Земли для еженедельного журнала Die Gartenlaube в 1906 и 1908 годах. Он также работал с Бёльше над созданием 60 коллекционных карточек динозавров и других доисторических животных для компании «Reichardt Cocoa Company» под названием «Tiere der Urwelt» («Животные доисторического мира»). Один из современников Хардера, датский палеонтолог Герхард Хейльманн сделал большое количество набросков и рисунков тушью, связанных с археоптериксом и эволюцией птиц, кульминацией которых стал его богато иллюстрированный и противоречивый трактат «Происхождение птиц», опубликованный в 1926 году.

### Ренессанс динозавров (1970—2010)
Классические представления о динозаврах сохранялись до 1960-х годов, когда небольшая научная революция начала менять восприятие динозавров как медлительных животных, волочащих хвост, на представления об активных, проворных существах. Это изменение во взглядах произошло после открытия дейнониха в 1964 году палеонтологом Джоном Остромом. Описание Остромом этого птицеподобного динозавра, опубликованное в 1969 году, поставило под сомнение предположение, что динозавры были хладнокровными, медлительными рептилиями. Вместо этого возникли предположения, что многие из этих животных, вероятно, были близки к птицам не только в эволюционной истории и систематике, но и по внешнему виду и поведению. Эта идея выдвигалась и раньше, в первую очередь английским биологом 1800-х годов Томасом Хаксли, писавшем о связи между динозаврами, современными птицами и недавно обнаруженным археоптериксом. Однако открытие и описание дейнониха Остром предоставило убедительные доказательства тесной связи между птицами и динозаврами. Художественные реконструкции дейнониха, выполненные его учеником Робертом Баккером, остаются символом того, что получило известность как Ренессанс динозавров.
Влияние Баккера на новое поколение палеохудожников, таких как Грегори Пол, и на общественное сознание привело к изменению парадигмы восприятия динозавров как художниками и учёными, так и непрофессионалами. На науку и общественность оказали влияния новаторские и часто противоречивые идей Баккера, включая идею, что динозавры были теплокровными животными, такими как млекопитающие и птицы. На его рисунках дейнонихов и других динозавров животные изображались прыгающими, бегущими и атакующими. Баккер публиковал работы по палеобиологии, включая известную книгу «Ереси динозавров» 1986 года, считающуюся классической. Американский учёный и художник Грегори Пол, работавший в качестве ученика Баккера в 1970-х годах, стал одним из ведущих иллюстраторов доисторических рептилий в 1980-х годах и был охарактеризован некоторыми авторами как палеохудожник, который может «повлиять на современный палеоарт больше, чем любой другой». Пол известен своим «скрупулёзным» («строгим») подходом к палеонтологическим реконструкциям, в том числе многопроекционными реконструкциями скелета, научно-обоснованными исследованиями мускулатуры и мягких тканей, а также вниманием к биомеханике для изображения реалистичных поз и походки. Художественное новшество, которое Пол привнёс в область палеоарта, заключается в предпочтении деталям над атмосферой, что привело к некоторой критике его работ как «плоских» или недостаточных по глубине. Также предлагалось использовать большее разнообразие натуралистической окраски и узоров, поскольку по большей части окраска динозавров в палеоарте ранее была тусклой и однородной.

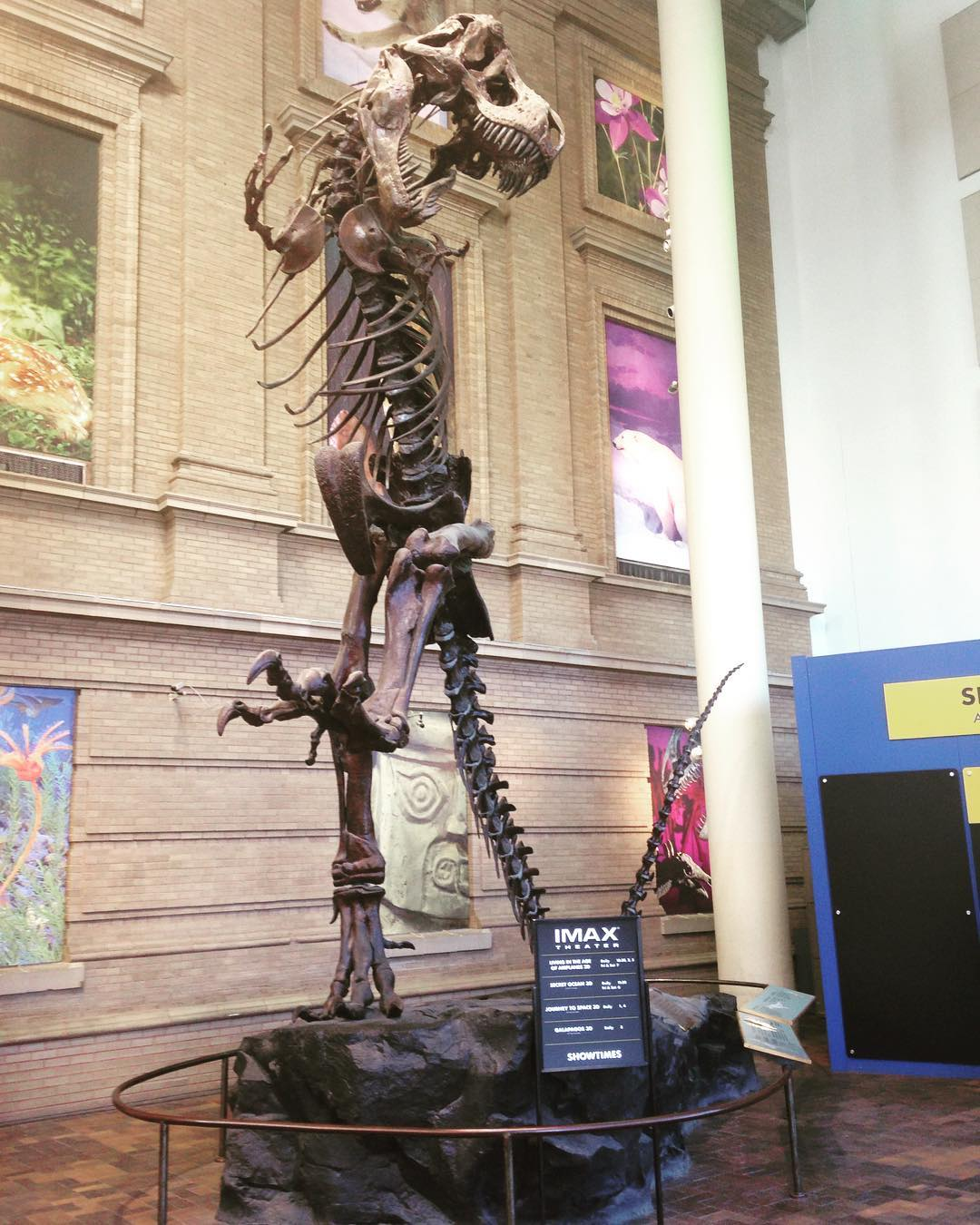
Слепок образца Тираннозавра рекса AMNH 5027, установленный Робертом Баккером в «прыгающей позе» в Денверском музее природы и науки

Остром, Баккер и Пол изменили подход к изображению доисторических животных в научных публикациях и популярной культуре на протяжении 1970-х, 1980-х и 1990-х годов. Они оказали влияние на музейные экспозиции по всему миру, что в конечном итоге нашло своё отражение в массовой культуре. Кульминацией этого влияния являются роман «Парк юрского периода» 1990 года американского писателя Майкла Крайтона и одноимённый фильм 1993 года Стивена Спилберга. Пол, в частности, помог подготовить почву для следующей волны палеоатрта. С 1970-х до конца XX века среди палеохудожников, работавших в рамках «строгого» подхода, были Дуглас Хендерсон, Марк Халлетт, Майкл Скрепник, Уильям Стаут, Эли Киш, Луис Рей, Джон Гурч, Боб Уолтерс и другие, в том числе растущее количество скульпторских работ таких авторов, как Брайан Кули, Стивен Черкас и Дэйв Томас. Многие из этих художников создали уникальные стилистические ниши, не жертвуя при этом «строгим» подходом, например, подробные и атмосферные пейзажи Дугласа Хендерсона и яркие «экстремальные» изображения Луиса Рея. Революция «Ренессанса» повлияла даже на Буриана, мастера «классической» эпохи, последние работы которого изображают активных, динамичных динозавров.
«Ренессанс» происходил параллельно с большими успехами в изучении вымерших позвоночных. Точности в анатомии и художественной реконструкции способствовало более глубокое понимание этих ископаемых животных посредством новых открытий и интерпретаций, которые выдвинули палеоарт на более высокий уровень точности. Так, «революцию» пернатых динозавров, которой способствовали открытия в китайской провинции Ляонин в конце 1990-х и начале 2000-х годов, предположительно, предвосхитила художница Сара Лэндри, изобразившая первого пернатого динозавра для значимой статьи Баккера в журнале Scientific American в 1975 году. Одно из первых крупных собраний произведений искусства, изображающего динозавров, было опубликована в 1986 году Сильвией Черкас вместе в книге «Динозавры прошлого и настоящего».

### Модернистский и постмодернистский палеоарт (с 2010)

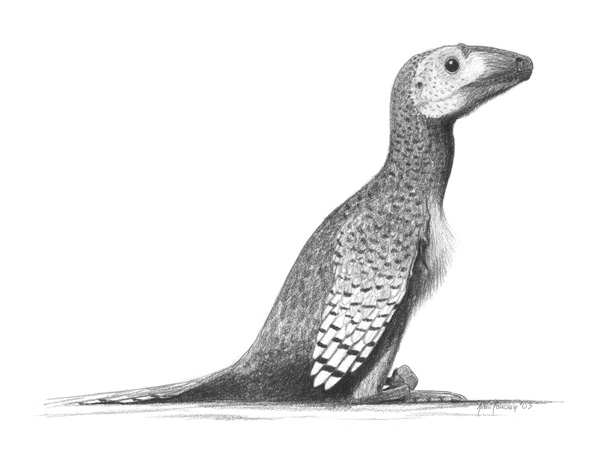
Пернатый дейноних, Джон Конвей, 2006

Разные авторы сходятся во мнении относительно событий, которые вызвали начало Ренессанса динозавров, тогда как переход к современной эпохе палеоарта описывается как более постепенный, а взгляды на границу периодов разнятся. Высокоточные реконструкции скелетов архозавров, выполненные Грегори Полом послужили основой для начала современной эпохи палеоарта, которая характеризуется добавлением спекулятивности к строгому, анатомически точному подходу Ренессанса динозавров. Достижения в палеонтологии, такие как новые открытия пернатых динозавров и различные исследования пигментации покровов динозавров, начавшиеся примерно в 2010 году, получили отражение в палеоарте. Уиттон (2018) отмечает, что современный палеоарт часто применяет цифровые технологии, а также сформировал интернет-сообщества, которое позволило бы палеохудожникам и энтузиастам общаться в сети, обмениваться оцифрованными научными ресурсами с открытым доступом. Развитие палеоарта начиная с эпохи Ренессанса динозавров и до современности, проанализирован в нескольких изданиях, опубликованных после 2010 года, таких как Dinosaur Art: The World’s Greatest Paleoart Стива Уайта (2012) и его «продолжение», Dinosaur Art II: The Cutting Edge of Paleoart (2017).

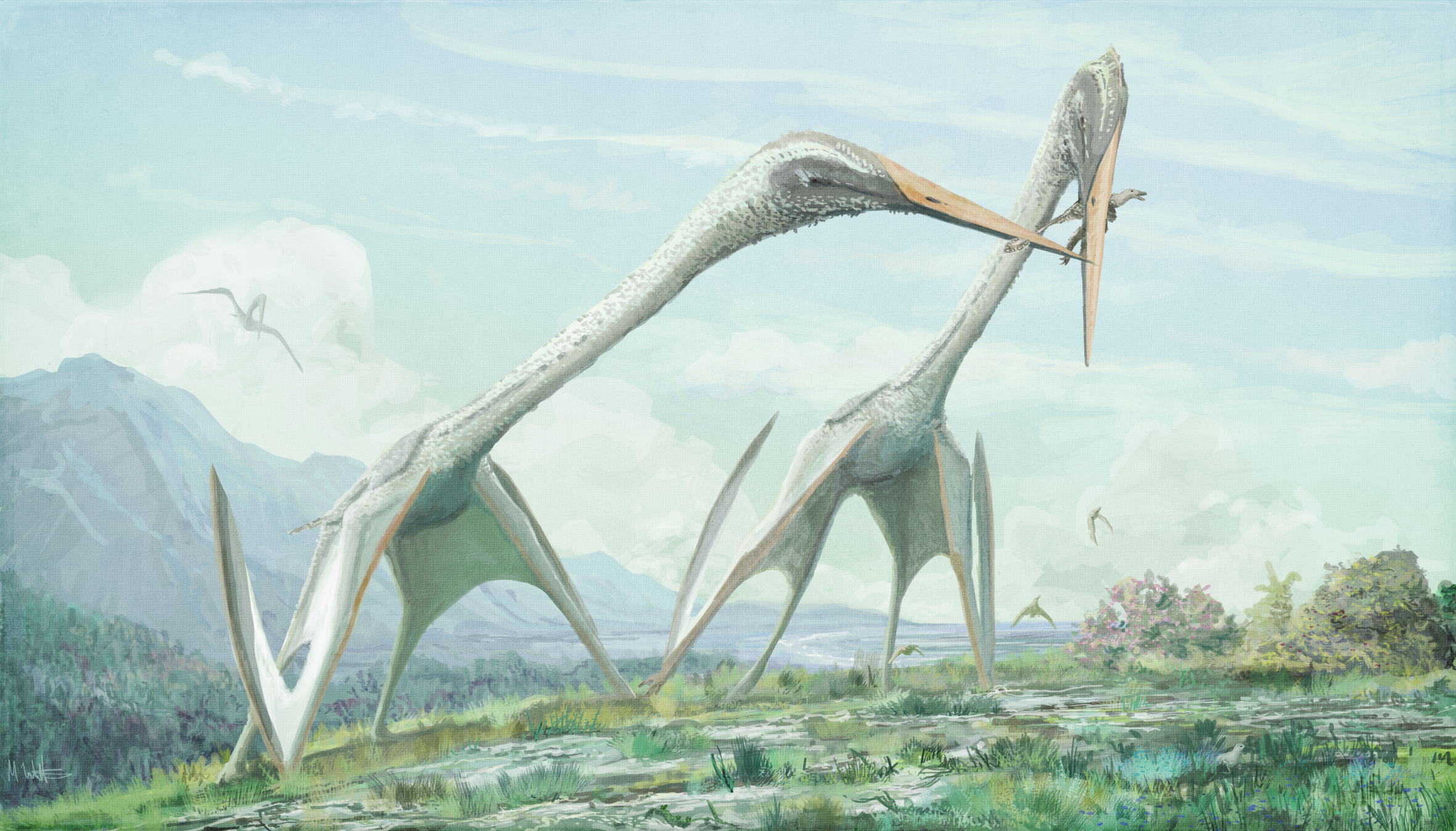
Пара птерозавров арамбургиана, Марк Уиттон, 2017

Хотя переход был постепенным, этот период описан как выдающийся культурный феномен, в значительной степени ставший следствием расширения доступа к палеоарту, которое дала цифровая эпоха. Подверглись критике повторяющиеся и лишенные воображения идеи, которые потеряли новизну. Получили распространение идеи, что палеоарт должен изображать более разнообразное поведение доисторических животных, большее разнообразие их мест обитания, включать больше стилей, композиций и интерпретаций внешнего вида, не нарушая при этом принципов анатомической и научной строгости, установленных предшествующей революцией. Кроме того, было показано, что традиционная эвристика, использовавшаяся в палеоарте ранее, была неточна. Эти идеи были отражены в книге 2012 года палеохудожников Джона Конвея и Немо Рэмджета (также известного как К. М. Косемен) и палеонтолога Даррена Нэйша под названием «Все прошедшие дни: уникальные и спекулятивные взгляды на динозавров и других доисторических животных». Эта книга породила направление «Все прошедшие дни», благодаря которому произошёл небольшой сдвиг парадигмы восприятия вымерших животных. В рамках этого направления предлагается использовать научно строгие «аргументированные предположения» для создания широкого спектра спекулятивных, но правдоподобных реконструкций доисторических животных. Конвей и его коллеги утверждали, что изображения внешнего облика и поведения вымерших животных охватывают лишь очень узкий диапазон правдоподобных вариантов, основываясь на ограниченных доступных данных, а художественные подходы к этим изображениям стали «чрезмерно связаны традицией». В качестве примера приводятся реконструкции маленького четырёхкрылого дромеозавра Microraptor. Этот динозавр, описанный в 2003 году, был изображен большим числом палеохудожников как «странный драконоподобный пернатый планер с головой рептилии». Конвей пытается восстановить облик этого динозавра «с нуля», изображая его как натуралистическое птицеподобное животное, сидящее в своем гнезде.
Несмотря на значимость направления «Все прошедшие дни» в ретроспективе, в самой книге утверждалось, что современная концептуализация палеоарта была основана на анатомически строгих реконструкциях, выполненных в то же время, что и работы Грегори Пола и позднее, включая работы авторов, которые применяли данный подход для изображения других ископаемых животных, помимо архозавров. Так, художники, которые стали пионерами анатомически строгих реконструкций ископаемых гоминидов, такие как Джей Маттернес, Альфонс и Адри Кеннис, а также палеохудожник по ископаемым млекопитающим Маурисио Антон, были охарактеризованы Конвеем и его коллегами как оказавшие существенное влияние на новый палеоарт. Также «анатомически строгое» направление и направление «Все прошедшие дни» представлено такими палеохудожниками, как Джейсон Броэм, Марк Халлетт, Скотт Хартман, Роберт Николлс, Эмили Уиллоуби и Марк Уиттон. Другие авторы соглашаются с тем, что современное направление палеоарта включает в «сложные тропы и статус-кво» и «вошло в свою экспериментальную фазу».
Исследование 2013 года показало, что старый палеоарт по-прежнему оказывает влияние на популярную культуру, несмотря на устаревшие реконструкции, что объясняется культурной инерцией. В статье 2014 года Марк Уиттон, Даррен Нейш и Джон Конвей в общих чертах обрисовали историческое значение палеоарта и подвергли критике чрезмерную зависимость от клише и «культуры копирования». Считается, что тенденция копировать «мемы» послужила стимулом для движения «Все вчерашние дни», ориентированного, напротив на оригинальность.

## Признание и значение
С 1999 года Общество палеонтологии позвоночных присуждает премию Джона Дж. Ланцендорфа PaleoArt Prize за достижения в области палеоарта. По заявлению Общества палеоарт «является одним из наиболее важных средств передачи информации об открытиях и других данных среди палеонтологов и имеет решающее значение для популяризации палеонтологии позвоночных в различных научных дисциплинах и среди непрофессионалов». Общество также предоставляет площадку для нерегулярной / ежегодной «PaleoArt Poster Exhibit», выставки плакатов с участием жюри на приёме по случаю открытия ежегодных собраний Общества.
Палеоарт все чаще участвует в всемирно признанных конкурсах и выставках. Музей Лориньян организует ежегодный Международный конкурс иллюстраций динозавров для популяризации палеоарта. Осенью 2018 года Музей естественной истории и науки Нью-Мексико в Альбукерке, штат Нью-Мексико, представил выставку палеоарта с участием жюри под названием «Изображая прошлое». Это шоу включает в себя 87 работ 46 палеохудожников из 15 стран и представляет собой одно из самых больших и разнообразных собраний изображений доисторических животных, декораций, тем и стилей.
Помимо конкурсов и художественных выставок, палеоарт продолжает играть важную роль в восприятии палеонтологии общественностью. В 2007 году Детский музей Индианаполиса выпустил план урока по палеоарту для детей 3-5 классов, в котором палеоарт используется как способ познакомить детей с палеонтологией. Товары на палеонтологическую тематику существуют по крайней мере с середины 1800-х годов, но популярность анатомически точных и основанных на палеоарте товаров относительно нова, например, точные плюшевые игрушки Ребекки Грум, воссоздающие вымерших животных. Начиная с 2010-х годов, палеоарт и его общественное восприятие также находились в центре внимания исследовательских статей, которые, в частности, пытались применить эмпирические методы для оценки его роли в обществе или предоставить другим учёным о изменениях этого направления во времени.